# 율리 (밴드)

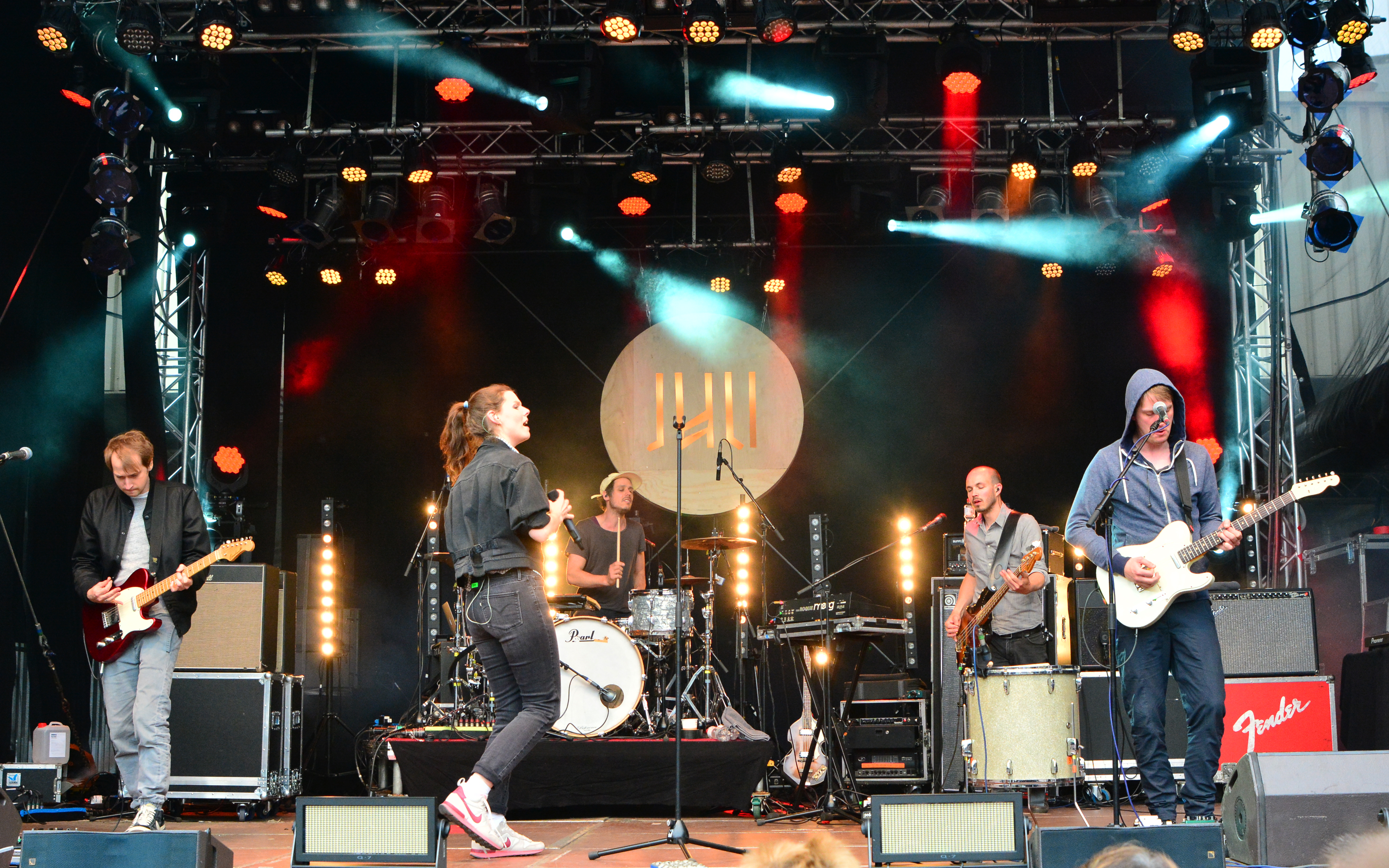

율리(Juli)는 독일의 록밴드이다.

## 개요
밴드이름은 독일어로 7월이라는 뜻이다. 2001년에 결성되었고 의미에 따라 7월에 데뷔했다.
2004년 7월 데뷔싱글 'Perfekte Welle'(완벽한 파도)를 내놓았다. 16만장이 팔렸고, 독일어 노래를 유행시키는데 한 몫했다. 하지만 2004년 인도양 지진 해일 이후에는 매체에서 금지되었다.

## 구성원
- 에바 브리겔
- 마르첼 뢰머
- 안드레아스 헤르데
- 요나스 펫칭
- 지몬 트리벨

## 음반
- 2004: Es ist Juli
- 2006: Ein neuer Tag
- 2010: In Love
- 2007: Ein neuer Tag - live